# The Prayer
The Prayer è una canzone scritta da David Foster, Carole Bayer Sager, Alberto Testa e Tony Renis per il film d'animazione La spada magica - Alla ricerca di Camelot. La canzone è stata originariamente registrata in due versioni soliste, una in inglese dalla cantante canadese Céline Dion e una in italiano dal tenore Andrea Bocelli. Il duetto tra i due fu inciso più tardi e poi apparso nei rispettivi album in studio, These Are Special Times (1998) e Sogno (1999), e pubblicato come singolo radiofonico il 1 marzo 1999. La canzone vinse il Golden Globe per la miglior canzone originale e ottenne una nomination agli Academy Award per la miglior canzone originale e un Grammy Award per la miglior collaborazione pop vocale.

## Antefatti, contenuti e riconoscimenti
Inizialmente The Prayer è stato concepito per essere registrato in versione solista tanto da incidere due versioni linguistiche differenti, ovvero una versione inglese registrata dalla Dion e una in italiano registrata da Bocelli. Entrambe furono incluse nella colonna sonora del film d'animazione Warner Bros., La spada magica - Alla ricerca di Camelot, album pubblicato nel maggio 1998. Solo in seguito fu realizzato il duetto da i due artisti e pubblicato pochi mesi dopo negli album These Are Special Times, primo album natalizio in lingua inglese della Dion, e Sogno, quinto album in studio del tenore Andrea Bocelli. The Prayer fu registrata in doppia lingua: Céline interpretò i versi in inglese e Andrea i versi in italiano.
La canzone ottenne un ottimo successo di critica tanto da essere premiata nel 1998 con un Golden Globe per la miglior canzone originale per il film La spada magica - Alla ricerca di Camelot; questa fu la seconda vittoria consecutiva per Céline Dion che l'anno precedente vinse con My Heart Willl Go On per il film Titanic. Nel 1999 The Prayer fu candidata alla 71ª edizione degli Academy Award nella categoria Miglior canzone originale, vinta da When You Believe e un anno dopo ottenne una nomination anche ai Grammy Award nella categoria Miglior collaborazione pop vocale, vinta da Smooth.
Il singolo non ebbe un buon successo di mercato anche perché uscì solo radiofonicamente. Negli Stati Uniti e in Canada raggiunse le classifiche Adult Contemporary posizionandosi rispettivamente alla numero ventidue e alla numero sei.

## Interpretazioni dal vivo e pubblicazioni
Céline Dion e Andrea Bocelli interpretarono il brano durante le cerimonie di premiazione degli Academy Award 1999 e dei Grammy Award 1999. La Dion eseguì The Prayer dal vivo anche durante il suo Taking Chances World Tour in un duetto virtuale con Bocelli; la performance fu pubblicata nell'album live Taking Chances World Tour: The Concert. Il 15 settembre 2011 Céline cantò nuovamente in un duetto reale con Andrea Bocelli durante il concerto di quest'ultimo avvenuto a Central Park di New York City; la performance successivamente fu pubblicata sull'album live Concerto: One Night in Central Park. Sia Céline che Andrea durante il corso delle rispettive carriere hanno cantato The Prayer in duetto con molti altri artisti.
Il 18 aprile 2020 The Prayer fu cantata durante il concerto benefico One World: Together at Home organizzato dal Global Citizen di New York City e curato dalla cantante statunitense Lady Gaga in supporto dell'Organizzazione mondiale della sanità. La canzone infatti fu interpretata dalla stessa Lady Gaga in gruppo con Andrea Bocelli, Céline Dion, John Legend e il pianista cinese Lang Lang.
Il duetto è presente anche nella raccolta della Dion The Collector's Series, Volume One (2000) e nel greatest hits My Love: Ultimate Essential Collection (2008). Nel concept album Miracle (2004) Céline incluse una versione solista di The Prayer ribattezzata A Mother's Prayer.
La canzone è apparsa anche nella raccolta pubblicata dal tenore italiano nel 2007, Vivere - The Best of Andrea Bocelli.

## Formati e tracce
CD Singolo Promo (Germania) (Columbia: SAMPCD 6450)
1. The Prayer – 4:29 (Carole Bayer Sager, David Foster)

CD Singolo Promo (Stati Uniti) (Warner Bros. Records)
1. Céline Dion & Andrea Bocelli – The Prayer (Duet) – 4:28 (testo: Sager, Foster, Tony Renis, Alberto Testa – musica: Sager, Foster)
2. Céline Dion – The Prayer – 2:49 (Sager, Foster)
3. Andrea Bocelli – The Prayer – 4:11 (testo: Renis, Testa – musica: Sager, Foster)

## Classifiche

### Classifiche settimanali
| Classifica (1999)                                     | Posizione massima raggiunta |
| ----------------------------------------------------- | --------------------------- |
| Canada (RPM Adult Contemporary Tracks)                | 6                           |
| Stati Uniti (Billboard Hot Adult Contemporary Tracks) | 22                          |
| Svezia (Sverigetopplistan)                            | 54                          |

### Classifiche di fine anno
| Classifica (1999)                            | Posizione |
| -------------------------------------------- | --------- |
| Canada (RPM 1999 Top 100 Adult Contemporary) | 48        |

## Crediti e personale
Registrazione
- Registrato ai Chartmaker Studios di Los Angeles (CA); Sony Sound Stage di Los Angeles (CA); Criteria Recording Studios di Miami (FL)
- Mixato ai Hit Factory di New York City (NY)

Personale
- Arrangiato da - David Foster
- Assistente di mixaggio - Chris Brook, Rob Murphy
- Assistente di registrazione - Alfred Bosco, Jimmy Hoyson
- Mixato da - Humberto Gatica
- Musica di - David Foster, Carole Bayer Sager
- Orchestra arrangiata da - William Ross
- Produttore - David Foster
- Produttore aggiuntivo - Carole Bayer Sager, Tony Renis
- Produttore esecutivo - John Doelp, Vito Luprano
- Programmazione sintetizzatore - Felipe Elgueta
- Registrato da - Felipe Elgueta
- Registrazione orchestra e voce solista - Humberto Gatica
- Tastiere - David Foster
- Testi di - David Foster, Carole Bayer Sager
- Testi (italiano) - Tony Renis, Alberto Testa

## The Prayer(versione di Anthony Callea)
Nel 2004 fu pubblicata una cover di The Prayer dal cantante australiano Anthony Callea. Il brano fu lanciato in Australia il 19 dicembre come singolo di debutto dell'artista e fu inserito nel suo album omonimo. La canzone ottenne un ottimo successo commerciale arrivando prima in classifica e diventando uno dei singoli più venduti in Australia.

### Antefatti e successo commerciale
Il cantante australiano Anthony Callea interpretò nel 2004 la canzone la cover di The Prayer durante una puntata del talent show Australian Idol a cui partecipò, in cui i concorrenti dovevano portare un brano scelto da loro stessi. Il cantante con quella esibizione ottenne una standing ovation sia dal pubblico sia dalla giuria e il giudice Mark Holden gli assegnò il "Grand Royal Touchdown". Dopo la fine del programma Callea firmò un contratto con la Sony BMG e pubblicò come singolo di debutto proprio The Prayer, canzone inclusa anche nel suo album d'esordio Anthony Callea.
Il singolo uscì in Australia il 19 dicembre 2004 e debuttò alla numero 1 della classifica ARIA rimanendovi per cinque settimane consecutive ed ottenendo la certificazione di quadruplo disco di platino. La cover di Callea divenne il singolo più venduto da un artista australiano nel 2005 e il secondo singolo più venduto in Australia da un artista australiano nel decennio 2000-2009.

### Videoclip musicale
Per la promozione del singolo fu realizzato un videoclip musicale pubblicato nel 2004. Il videoclip che mostra il cantante durante la sessione di registrazione del brano in cui compaiono anche i musicisti.

### Interpretazioni dal vivo e pubblicazioni
Anthony eseguì The Prayer in numerosi concerti come i Carols by Candlelight a Melbourne. Nel 2006 eseguì il brano davanti alla Regina Elisabetta durante il Commonwealth Day Service e nell'agosto 2012 cantò in duetto con Tina Arena. L'esibizione fu registrata e inclusa nell'album live dell'Arena, Symphony of Life, uscito nel 2012.

### Formati e tracce
CD Singolo (Australia) (Sony BMG Music Entertainment: 82876673582)
1. The Prayer – 4:17 (testo: Carole Bayer Sager, David Foster, Tony Renis, Alberto Testa – musica: Sager, Foster)
2. The Prayer (Sterling Remix) – 4:01 (testo: Sager, Foster, Renis, Testa – musica: Sager, Foster)

### Classifiche

#### Classifiche settimanali
| Classifica (2004) | Posizione massima raggiunta |
| ----------------- | --------------------------- |
| Australia (ARIA)  | 1                           |

#### Classifiche di fine anno
| Classifica (2004) | Posizione |
| ----------------- | --------- |
| Australia (ARIA)  | 82        |
| Classifica (2005) | Posizione |
| Australia (ARIA)  | 1         |

#### Classifiche di fine decennio
| Classifica (2000-2009) | Posizione |
| ---------------------- | --------- |
| Australia (ARIA)       | 2         |

### Crediti e personale
Registrazione
- Registrato ai 301 Studios di Sydney (AU)
- Mixato ai 301 Studios di Sydney (AU)

Personale
- A&R - Ross Fraser
- Arpa - Ulpia Erdos
- Basso - Mark Costa
- Batteria - Gordon Rytmeister
- Contrabbasso - Edmund Bastin, Dave Cooper
- Coordinatore - Ken Laing AM
- Corno - Andrew Brian, Victoria Chatterley, Saul Lewis
- Direttore d'orchestra - John Foreman
- Flauto - Carolyn Watson
- Masterizzato da - Don Bartley
- Mixato da - Richard Lush
- Mixato da (assistente) - Michael Morgan
- Musica di - David Foster, Carole Bayer Sager
- Oboe - Connel McClure

- Performer - Sydney International Orchestra
- Pianoforte - Dave Pritchard-Blunt
- Produttore - John Foreman
- Registrato da - Richard Lush
- Registrato da (assistente) - Michael Morgan
- Testi di - David Foster, Carole Bayer Sager, Tony Renis, Alberto Testa
- Timpani - Allan Watson
- Tromba - Joshua Clarke, John Foster
- Trombone – Nigel Crocker
- Viola - Valmai Coggins, Greg Ford, Robyn Stout,
- Violino - Cecilia Bersee, Myee Clohessy, Mariana Green, Dominique Guerbois, Michelle Jackson, Kerry Martin, Laura McCrow, Narine Melconnian, Alex Pringle, Helen Renaud, Amanda Scott, Jennifer Taylor, Matthew Watson
- Violino principale - Jemima Littlemore
- Violoncello –Sally Maer, Sally Schinckel-Brown

## The Prayer(versione di Céline Dion e Josh Groban)
The Prayer è stata interpretata da Céline Dion e Josh Groban nel 2008 durante lo speciale televisivo della CBS, That's Just the Woman in Me, dedicato alla cantante canadese. La performance fu pubblicata come singolo digitale in Canada e negli Stati Uniti.

### Antefatti, contenuti e successo commerciale
Céline Dion interpretò per la prima volta The Prayer in duetto con il diciassettenne Josh Groban nel 1999, durante le prove per la 41ª edizione dei Grammy Award. Nove anni dopo i due eseguirono il brano durante lo speciale televisivo dedicato alla Dion That's Just the Woman in Me, mandato in onda dalla CBS il 15 febbraio 2008. La versione live della canzone uscì come digital download negli Stati Uniti e in Canada due giorni prima ed ottenne un buon successo dimostrando di averne molto di più della versione originale.
Un'altra interpretazione del brano cantata in duetto da Céline Dion e Josh Groban è quella attuata durante il The Concert For World Children's Day. La performance fu registrata e pubblicata sul DVD The Concert For World Children's Day.
The Prayer raggiunse la posizione numero 70 della Billboard Hot 100, la numero 50 della Billboard Pop 100 e la numero 32 della Hot Digital Songs. Il singolo vendette 37 531 copie nella sua prima settimana solo negli Stati Uniti, mentre in Canada raggiunsse la posizione 37 della Billboard Canadian Hot 100 e la numero 19 della Hot Canadian Digital Songs Sales.

### Formati e tracce
Singolo digitale (Canada; Stati Uniti) (Sony Music)
1. The Prayer (Live) – 4:37 (testo: Sager, Foster, Tony Renis, Alberto Testa – musica: Carole Bayer Sager, David Foster)

### Classifiche
| Classifica (2008)                         | Posizione massima raggiunta |
| ----------------------------------------- | --------------------------- |
| Canada (Billboard Canadian Hot 100)       | 37                          |
| Canada (Hot Canadian Digital Songs Sales) | 19                          |
| Stati Uniti (Billboard Hot 100)           | 70                          |
| Stati Uniti (Billboard Hot Digital Songs) | 32                          |
| Stati Uniti (Billboard Pop 100)           | 50                          |

## Cover di altri interpreti
The Prayer è stato registrato da molti artisti come la cantante gallese Charlotte Church che duettò sul brano insieme a Josh Groban per l'album Enchantment del 2001.
Nel 2002 anche Chloë Agnew dei Celtic Woman incise una cover di The Prayer per il suo primo album da solista Chloë.
Nel 2009 Cristina D'Avena pubblicò il suo primo album natalizio, Magia di Natale, contenente una versione in italiano del brano (la cantante riproporrà la cover nell'edizione deluxe dell'album pubblicata nel 2014).
Nel 2010 durante la serata dedicata a David Foster, Hit Man Returns, Lara Fabian e Michael Bolton duettarono sulle note di The Prayer. La performance sarà registrata e inserita nel Blu-ray dell'album del produttore americano, Hit Man Returns (David Foster & Friends). Nel 2012 durante la finale della seconda edizione americana del talent show The Voice, il concorretene Chris Mann e la sua coach Christina Aguilera cantarono il brano insieme.